# かげろう絵図
『かげろう絵図』（かげろうえず）は、松本清張の長編時代小説。大御所・徳川家斉の治世晩年を舞台に、江戸城大奥の支配を目論む勢力と腐敗を一掃しようとする人々との対決、権力をめぐる人間群像を描く。『東京新聞』夕刊に連載され（1958年5月17日付 - 1959年10月20日付、連載時の挿絵は岩田専太郎）、1959年11・12月に上下巻の単行本が新潮社より刊行された。
1959年に大映で映画化、1960年・1983年・2016年にテレビドラマ化されている。

## あらすじ
暖かさを増してきた春の日、江戸城内・吹上の庭にて、大御所・徳川家斉の臨席する風雅な観桜が催された。大奥女中による歌くらべが始められるが、お美代の方と多喜の方による競争となり、大御所の軍配は多喜の方の詠んだ歌に上がった。大御所の意を受け、桜の梢に歌を結ぼうとする多喜の方。しかし、踏台に登った多喜の方は、女中の注視を集める中、突如転び落ちた。身籠っていた多喜の方は流産し、そのまま息を引き取った。大奥内は騒動の話で持ちきりとなったが、この間、お美代の方の意により、去年奉公に上がったばかりの身分の低い女中・登美は、中年寄・菊川の部屋附に抜擢された。
一方、脇坂淡路守の屋敷に、無役の旗本・島田又左衛門が訪れ、これまでの経緯と今後の計画を報告していた。又左衛門は今の大奥政治の弊害を訴え、事態の背後には、中野播磨守石翁の遠大な野望があるという。又左衛門の甥・新之助は、叔父の性急な行動を危ぶむが、すでに又左衛門邸の周辺には怪しげな人物がうろつき始めていた。新之助は馴染の町医者・良庵と共に叔父の身辺を案じるが、間髪容れず、新之助らは得体の知れない権力の策謀に巻き込まれてゆく。
やがて大御所は病に倒れ、俄かに大奥周辺の謀略が動き出した。続発する怪事件。事件に立ち向かう新之助。死力を尽くした知略の攻防が始まった。勝利をおさめるのはどちらか。戦いの果てに新之助の眼に映じたものは……。

## 主な登場人物
- 原作における設定を記述。歴史的人物の実際に関してはリンク先を参照。

島田新之助
旗本の次男坊。日々ぶらぶらした生活をしているが、頭脳と身体能力は抜群。23歳。
中野清茂（石翁）
大御所の相談相手として隠然たる実力を持つ播磨守。向島に広大な別宅を持ち、石翁と称する。
お美代の方
大奥第一の権勢を振るってきた中﨟。法華宗住職の娘で、中野石翁を養父とする。
水野忠篤
美濃守。お美代の方の腹心で、大奥女中に人気のある側衆。
菊川
年増の中年寄。お美代の方の腹心。
徳川家斉
将軍職を家慶に譲って以降も実権を握る、江戸城西ノ丸の大御所。68歳。
寔子
大御所の御台所。
多喜の方
最近大御所の寵愛が目立つ17歳の若い中﨟。もとは寔子の側仕者。
樅山
年寄。お美代の方の腹心となる。
奥村大膳
本郷に在る前田家江戸屋敷の用人。
佐島
年寄。法華宗の祈禱所に入っている。
脇坂安董
淡路守。寺社奉行として延命院事件を摘発した硬骨漢。築地の下屋敷に住む。
登美
江戸城内に去年奉公を始めたばかりの雑用女中。本名は縫。
島田又左衛門
元御廊下番頭で今は無役の旗本。麻布の飯倉片町に住む。登美の請け親。
六兵衛
神田馬喰町に住む鳶職人。又左衛門に忠実で古風な律義者。
お文
六兵衛の妹。大奥長局に出入りする小間物屋の女主人。
良庵
下谷の町医者。新之助の馴染みで無類の酒好き。
弥助
良庵の内弟子。
豊春
下谷に住む新之助の恋人。富本節師匠。
落合久蔵
西ノ丸大奥に城勤めしている添番。
下村孫九郎
北町奉行所附の与力。
水野忠邦
越前守で本丸老中の筆頭。大御所の放漫政策に批判的。

## エピソード
- 本作は当初『かげろう屏風』の題で構想されていた[2]。
- 脇坂淡路守の失跡に関する描写は著者の創作であり[注釈 2]、脇坂淡路守は実際には家斉の死の5日後に死去している。
- 文芸評論家の縄田一男は、過去の時代を伝奇的趣向で描きつつ、同時に現代をも二重写しにした社会性を持った時代小説である点で、大佛次郎の長編小説『おぼろ駕籠』（1950年-1951年）からの影響を推測している[4]。

## 映画
1959年9月27日公開。製作は大映京都撮影所、配給は大映。原作の完結前に公開された映画となり、この結果、ストーリーは原作と比べて簡略化され、結末もオリジナルのものとなっている。登美と豊春は姉妹に設定されている。続篇の製作が予定されていたが、未製作に終わっている。DVD化されている。

### キャスト
- 市川雷蔵（島田新之助）
- 山本富士子（登美 / 豊春）

- 黒川弥太郎（島田又左衛門）
- 志村喬（良庵）
- 滝沢修（中野石翁）
- 木暮実千代（お美代の方）

- 河津清三郎（水野美濃守）
- 柳永二郎（徳川家斉）
- 坂東簑助（脇坂淡路守）
- 三田登喜子（中野家女中・霜）
- 阿井美千子（中年寄・菊川）

- 千葉敏郎（沼田十三郎）
- 永田靖（与力・下村孫九郎）
- 松本克平（瓦師・六兵衛）
- 伊沢一郎（徳川家慶）
- 香川良介（美濃部筑前守）
- 南左斗子（小屋頭の娘・お民）
- 矢島ひろ子（お多喜の方）
- 大和七海路（火の番・お蝶）

- 須賀不二夫（奥村大膳）
- 山路義人（添番・落合久蔵）
- 水原浩一（酒井方之助）
- 春本富士夫（弥助）
- 南条新太郎（竹本若狭守）
- 光岡龍三郎（土方大治郎）
- 寺島雄作（橋番の清六）
- 清水元（町方の同心）

- 寺島貢 （大貫友次郎）
- 尾上栄五郎（勝見賛四郎）
- 志摩靖彦（岡部因幡守）
- 浅尾奥山（法眼栗本瑞見）
- 伊達三郎（井関宗六）
- 市川謹也（浅田与市）
- 天野一郎
- 葛木香一（法印中川常春院）
- 南部彰三（加藤飛騨守）

- 賀原夏子（おふみ）
- 近江輝子（表使い・八重）
- 橘公子（表使い・与根）
- 目黒幸子（中﨟田毎）
- 加茂良子（大奥女中・富佐）
- 小柳圭子（年輩のお女中）
- 綾英美子（大奥女中・須賀）
- 瀬古佐智子（佐島付き瑠璃）
- 小林加奈枝（隣家のおせき）
- 若杉曜子（佐島付お女中二）
- 浜世津子（大奥女中・信乃）

- 原聖四郎（水野越前守）
- 横山文彦（西之丸番侍三）
- 堀北幸夫（秋田玄治）
- 玉置一恵 （用人結城左内）
- 五代千太郎
- 福井隆次 （西之丸番侍一）
- 桜井勇
- 春日清
- 菊野昌代士
- 沖時男 （西之丸侍二）
- 浜田雄史 （石翁邸仲間風の男）
- 石原須磨男 （西之丸足軽）

- 岩田正
- 越川一（橋上の群衆の内丙）
- 三浦志郎（橋上の群衆の内甲）
- 滝川潔（橋上の群衆の内乙）
- 南正夫
- 高原朝子（若いお女中）
- 堀佐和子（御坊主・円喜）
- 戸村昌子（お次ぎの女中）
- 神脇絵須子
- 谷口和子 （佐島付お女中一）
- 種井信子 （佐島付お女中三）

### スタッフ
- 監督：衣笠貞之助
- 企画：財前定生
- 製作：三浦信夫
- 脚本：衣笠貞之助、犬塚稔
- 撮影：渡辺公夫
- 美術：西岡善信
- 照明：加藤博也
- 音楽：斎藤一郎
- 録音：大谷厳
- 編集：西田重雄
- 色彩技術：西村慶信
- 擬闘：宮内昌平
- 助監督：西沢宣匠
- スチール：藤岡輝夫（ノンクレジット）
- 現像：東洋現像所

## テレビドラマ

### 1960年版
1960年2月3日から4月27日まで（21:15-21:45）、日本テレビ系列にて放映。全13回。

#### キャスト（1960年版）
- 坂東吉弥
- 千之赫子
- 大塚道子
- 原田甲子郎
- 市川小太夫
- 月丘千秋
- 佐々木孝丸

#### スタッフ（1960年版）
- 脚本：大和久守正
- 制作：日本テレビ

| 日本テレビ系列 水曜21:15-21:45         | 日本テレビ系列 水曜21:15-21:45   | 日本テレビ系列 水曜21:15-21:45 |
| 前番組                                 | 番組名                           | 次番組                         |
| -------------------------------------- | -------------------------------- | ------------------------------ |
| 富士に立つ影 （1959.11.4 - 1960.1.27） | かげろう絵図 （1960.2.3 - 4.27） | -                              |

### 1983年版
『松本清張のかげろう絵図』。1983年7月22日、フジテレビ系列の「時代劇スペシャル」枠（20:02-21:48）にて放送された。サブタイトル「大奥美女殺害に渦巻く陰謀の影が…」。視聴率13.7％（ビデオリサーチ調べ、関東地区）。

#### キャスト（1983年版）
- 島田新之助：古谷一行

- 豊春：山口果林

- 登美（縫）：斉藤とも子

- お美代の方：中島ゆたか

- 菊川：本阿弥周子
- 御台所寔子：荒木雅子
- 落合久蔵：平泉成
- 水野美濃守：林彰太郎
- 良庵：高松しげお

- 岡部因幡守：中村錦司
- 大木晤郎
- 丘路千
- 徳川家慶：伊庭剛
- 森源太郎
- 笹木俊志

- 疋田泰盛
- 木谷邦臣
- 谷口友香
- 深谷宏子
- 星野美恵子
- 坂口弘樹
- 大矢敬典
- 泉好太郎
- 大城泰
- 壬生新太郎
- 中島俊一

- 水野越前守：御木本伸介
- 六兵衛：北村英三

- ナレーター：芥川隆行

- 徳川家斉：浜田寅彦
- 奥村大膳：菅貫太郎

- 脇坂淡路守：北村和夫

- 中野石翁：山形勲

#### スタッフ（1983年版）
- 企画：高橋久仁男、佐伯明
- プロデューサー：澤井謙爾、宮川輝水
- 脚本：志村正浩
- 監督：松尾昭典
- 音楽：菊池俊輔
- 撮影：坂根省三
- 企画協力：霧プロダクション
- 制作：東映、フジテレビ

| フジテレビ系列 時代劇スペシャル                                 | フジテレビ系列 時代劇スペシャル      | フジテレビ系列 時代劇スペシャル |
| 前番組                                                          | 番組名                               | 次番組                          |
| --------------------------------------------------------------- | ------------------------------------ | ------------------------------- |
| 仕掛人・藤枝梅安6 梅安岐れ道 （原作：池波正太郎） （1983.7.15） | 松本清張のかげろう絵図 （1983.7.22） | 女盗賊忍び舞い （1983.7.29）    |

### 2016年版
『松本清張スペシャル かげろう絵図』。2016年4月8日、フジテレビ系列の「金曜プレミアム」枠（21:00-23:22）にて放送。前回より約33年ぶり、4度目の映像化となる本作では、原作および過去の映像化作品では脇役として扱われていた登美（縫）を主役に据え、それに伴い、主な登場人物の設定が若干変更される等、原作の持ち味はそのままに、オリジナリティー溢れる作品に仕上がっている。
本来は2015年末に放送される予定だったが、不祥事を起こした高部あいが出演していたため2016年4月に放送が延期された、いわくつきの時代劇ドラマであった。

#### キャスト（2016年版）
- 縫 - 米倉涼子 （実父と養父を失ったのち、お登美と名乗り大奥に奉公）
- 島田新之助 - 山本耕史 （旗本・島田又左右衛門の子息で医学を学ぶ、縫の従兄弟）
- 豊春 - 夏川結衣 （三味線と富本節の師匠）
- 佐島 - 高畑淳子 （大奥の中枢を仕切る上臈御年寄）
- 水野美濃守 - 木下ほうか （老中で中野石翁の腹心）
- お美代の方 - 中村優子 （家斉の寵愛を受けた側室）
- 菊川 - 富永沙織 （大奥の女中で豊春の妹）
- 落合久蔵 - 木村祐一 （添番）
- 奥村大膳 - 宇梶剛士 （前田家用人）
- 日祥 - 金子昇 （感応寺の僧侶）
- 林肥後守 ‐ 柴田善行（老中）
- 水野越前守忠邦 - 西田健（本丸老中主座）
- 徳川家慶 - 石橋保（家斉の嫡男で第12代将軍）
- 樅山 - かとうあつき
- お多喜の方 - 高月彩良 （家斉の側室）
- 中野石翁 - 國村隼 （徳川家斉の相談相手で影の実力者）
- 脇坂安董 - 竹中直人 （先の寺社奉行で縫と新之助の後見人）
- 徳川家斉 - 津川雅彦 （大御所）
- 寔子 - 白石加代子 （家斉の正室）

- 語り・所作指導 - 鈴川法子

#### スタッフ（2016年版）
- 原作：松本清張『かげろう絵図』（文春文庫刊）
- 脚本：浅野妙子
- 監督：林徹（フジテレビ）
- 音楽：石田勝範
- 特殊メイク：江川悦子
- VFX：キルアフィルム
- 殺陣：清家三彦
- 編成企画：保原賢一郎（フジテレビ）、羽鳥健一（フジテレビ）
- プロデューサー：林徹（フジテレビ）、金丸哲也（東映）、小柳憲子（東映）
- 企画協力：オスカープロモーション
- 制作：フジテレビ、東映

| フジテレビ系列 金曜プレミアム                  | フジテレビ系列 金曜プレミアム                | フジテレビ系列 金曜プレミアム               |
| 前番組                                         | 番組名                                       | 次番組                                      |
| ---------------------------------------------- | -------------------------------------------- | ------------------------------------------- |
| エイプリルフールズ ※21:30 - 23:52 （2016.4.1） | 松本清張スペシャル かげろう絵図 （2016.4.8） | 松本清張スペシャル 一年半待て （2016.4.15） |